# Goraya
Goraya là một thị xã và là một nagar panchayat của quận Jalandhar thuộc bang Punjab, Ấn Độ.

## Nhân khẩu
Theo điều tra dân số năm 2001 của Ấn Độ, Goraya có dân số 15.138 người. Phái nam chiếm 53% tổng số dân và phái nữ chiếm 47%. Goraya có tỷ lệ 74% biết đọc biết viết, cao hơn tỷ lệ trung bình toàn quốc là 59,5%: tỷ lệ cho phái nam là 77%, và tỷ lệ cho phái nữ là 70%. Tại Goraya, 11% dân số nhỏ hơn 6 tuổi.